# Cieciorka pochewkowata
Cieciorka pochewkowata (Coronilla vaginalis Lam.) – gatunek rośliny z rodziny bobowatych. Występuje w Europie środkowej, południowozachodniej i południowowschodniej.
Jest gatunkiem górskim z centrum rozmieszczenia w Alpach i Górach Dynarskich. Ku północy dociera do środkowych Niemiec. Kilka stanowisk istnieje w środkowej i południowej części Półwyspu Apenińskiego, a jedno stwierdzono w południowo-wschodniej części Karpat, na terenie Rumunii. Znana jest także z południowych stoków Karpat Zachodnich. W Polsce jest gatunkiem skrajnie rzadkim, odnalezionym w 2013 roku; rośnie tylko na jednym stanowisku w Tatrach Zachodnich, przy szlaku z Doliny Kościeliskiej na polanę Stoły, na wysokości ok. 1125 m n.p.m. Jest to najbardziej wysunięte na północny wschód stanowisko tego gatunku w całym jego zasięgu. Najbliższe stanowiska leżą w odległości 20-27 km na południe i południowy zachód, już na Słowacji, w masywie Siwego Wierchu, na zachodnich stokach Wielkiego Chocza i w Kotlinie Liptowskiej.

## Morfologia

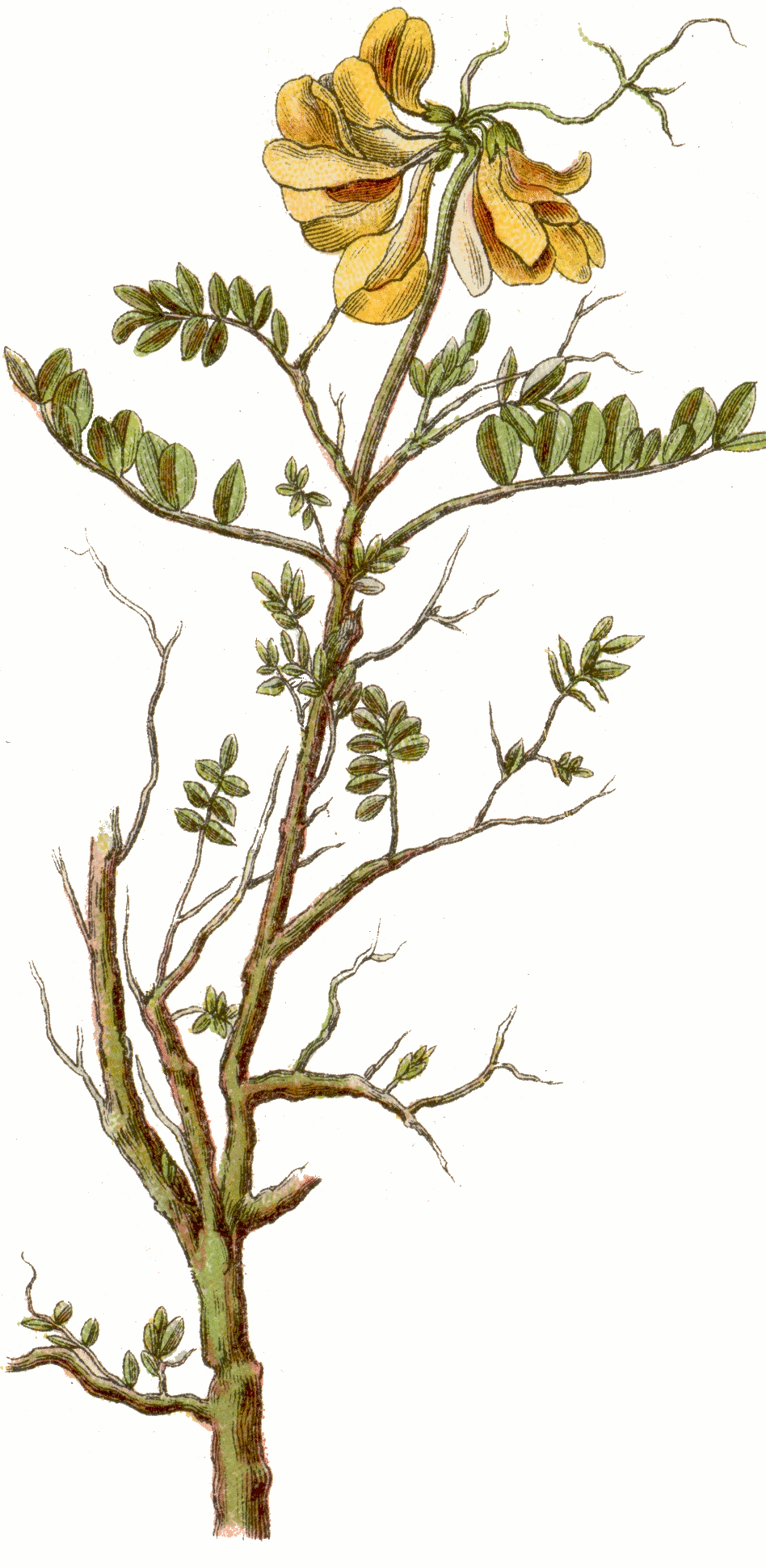
Morfologia

ŁodygaW dolnej części zdrewniała, płożąca się, rozgałęziona, do 30 cm długości.
Liście5-13-listkowe. Listki siedzące lub bardzo krótkoogonkowe, grube, mięsiste, odwrotnie jajowate, z krótkim ostrzem. Brzegi listków przeświecające. Nerwacja zaznaczona słabo. Przylistki błoniaste, duże, zrosłe w pochewki z dwoma zębami.
KwiatyZebrane w 4-7-kwiatowe baldaszki. Kwiaty zwisające, o długości 8-10 mm. Korona intensywnie żółta. Żagielek czerwonobrunatno żyłkowany.
OwocJasnobrunatny lub czarniawofioletowy strąk o długości 9-35 mm i szerokości 2-3 mm. Nasiona brunatne, wałeczkowate.

## Biologia i ekologia
Bylina, hemikryptofit. Rośnie w górskich murawach naskalnych i reliktowych laskach sosnowych na podłożu węglanowym. Kwitnie w czerwcu i lipcu. 

## Zagrożenia i ochrona
Roślina umieszczona w Polskiej czerwonej księdze roślin w grupie gatunków krytycznie zagrożonych (CR). Tę samą kategorię posiada na polskiej czerwonej liście.